# Katrineholms logistikcentrum
Katrineholms logistikcentrum är en intermodal kombiterminal i direkt anslutning till södra och västra stambanan i Katrineholm, Södermanland. Logistikområdet har två terminaler, norra och södra, samt ytor för järnvägsgodshantering och omlastning. En volymterminal är också avsedd för lagringsyta.
Katrineholms logistikcentrum ingår i den större europeiska järnvägskorridoren mellan Skandinavien och Medelhavet, Scanmed-korridoren.

## Kapacitet
- Inom norra terminalen[2] finns fyra 750 meter[3] långa lastspår samt två elektrifierade lastspår på vardera 1 000 meter. Lastytan är 65 000 kvm[4].
- Den södra terminalen[5], med vagnslast- och styckegodshantering.
- Volymterminal med cirka 7 500 kvm lagringsyta[6].

## Ägare och drift
Katrineholms kommun är markägare och partnerkommun inom Stockholm Business Alliance medan driften av terminalerna utförs av Katrineholm Rail Point AB, vilka ägs av GDL Transport AB.

## Historia
Samarbetsavtal mellan Katrineholm Rail Point och Göteborgs hamn tecknades 2008. Södra terminalen är i drift sedan 2010 medan den norra togs i drift 2011. 2013 tecknade Katrineholm Rail Point avtal med Göteborgs hamn att bli torrhamn. 2016 togs ny tågpendel i bruk, via systemet Railport Scandinavia, mellan Göteborgs hamn och Katrineholm.